# Muraltia heisteria
Muraltia heisteria là một loài thực vật có hoa trong họ Polygalaceae. Loài này được (L.) DC. mô tả khoa học đầu tiên năm 1824.